# 방원식
방원식(1987년 8월 6일 ~ )은 대한민국의 배우다. 2015년 연극 '찬란한오후'로 데뷔했다.

## 방송
- 히든싱어 7 (2022) - 김현식 편 6위

## 영화
- 배고픈 사슴 (2012) - 경환 역
- 더 박스 (2021) - 웨이터1/집시 파티-집시 역
- 일장춘몽 (2022) - 무뢰배2 역
- 블루박스 (2023) - 사내 역

## 공연
- 여행자극장 (2016)
- 화학작용2 오르다편 4주차 (2016)
- 죽도록 사랑하는 너 (2017)
- 한여름 밤의 꿈 (2017)
- 꿈꾸는 소녀 (2018)
- 불의 가면 (2018)
- 24/24 (이십사분의 이십사) - 고양 (2019)
- 내가 눈을 떴을 때 (2024)